# Условие микропричинности Боголюбова
Условие микропричинности Боголюбова — принцип причинности для матрицы рассеяния (S-матрицы) в аксиоматической квантовой теории поля. Введено Н. Н. Боголюбовым.
В аксиоматической формулировке квантовой теории поля S-матрица является функционалом «функции области взаимодействия» {\displaystyle g:M\to [0,1]}, определённой на пространстве Минковского {\displaystyle M}. Эта функция характеризует интенсивность включения взаимодействия в разных областях пространства. В областях, где {\displaystyle g(x)=0}, взаимодействие полностью отсутствует; в областях, где {\displaystyle g(x)=1}, оно полностью включено; в областях, где {\displaystyle 0<g(x)<1}, оно включено частично.
Пусть {\displaystyle S(g)} — матрица рассеяния как функционал {\displaystyle g}. Условие причинности Боголюбова в дифференциальной форме (в терминах вариационных производных) имеет вид
{\displaystyle {\frac {\delta }{\delta g(x)}}\left({\frac {\delta S(g)}{\delta g(y)}}S^{\dagger }(g)\right)=0} для {\displaystyle x\leq y.}